# Пітер Макс
Пітер Макс (справжнє ім'я — Петер Макс Фінкельштейн) (англ.  Peter Max; р. 19 жовтня 1937, Берлін, Німеччина) — сучасний американський художник попарту, ілюстратор і графік, відомий використанням у своїх роботах психоделічних форм.

## Біографія
Народився в Німеччині, у 1938 сім'я втекла від нацистів в Шанхай (Китай), де він виріс. У 1948 році сім'я переїхала в Ізраїль, оселилася в Хайфі, де прожила протягом декількох років. З Ізраїлю, сім'я Петера переїхала в Париж, майбутній художник протягом декількох місяців відвідував заняття в Луврі. Досвід, набутий у Франції, значно збагатив його знання з мистецтва.
З 1953 року живе у Сполучених Штатах. У 1956 Макс закінчив Lafayette High School в Нью-Йорку, потім нью-йоркський Інститут Пратта, Art Students League of New York і Школу візуального мистецтва, де навчався у Нормана Роквелла.
Після закінчення навчання спільно з другом Томом Дейлі відкрив дизайн-студію «The Daly & Max Studio», пізніше до них приєднався Дон Руббо, і незабаром вони стали успішними ілюстраторами книг і художниками плакатів. Велика частина їх робіт включала антикварні фотозображення в якості елементів колажу.
Творчість Макса стала популярною завдяки національному комерційному ТБ, рекламі продуктів, таких, наприклад, як безалкогольного напою 7UP, яка сприяла збільшенню його продажу. Після чого він опинився на обкладинці журналу Life в травні 1969 року під заголовком «Пітер Макс. Портрет митця як дуже багатої людини».
У 1964 році Макс закінчив свою студійну роботу і почав створювати характерні для нього барвисті малюнки для друку на тканинах. У 1960-1970-х роках творчість Макса стала дуже впливовою у рекламній галузі США.
У 1970 році багато робіт, в тому числі, плакати П. Макса були представлені на виставці «Світ Пітера Макса», яка відкрилася в Молодіжному меморіальному музеї в Сан-Франциско. Пошта США зробила замовлення Максу на створення декількох поштових марок на честь відкриття Expo '74.
У 1980-х роках Макс був офіційним художником багатьох великих заходів, в тому числі, чемпіонату світу з футболу 1994, Grammy Awards та ін.

## Творчість
Зараз П. Макс працює в декількох ЗМІ, займається живописом, графікою, колажем, друком на тканинах, скульптурою, в галузі відео — і цифрових зображень. Сам він вважає, що засоби масової інформації, є ще одним «полотном» його творчого самовираження.
У своїх художніх роботах П. Макс часто використовує американські патріотичні образи і символи. Їм створені портрети президентів США Форда, Картера, Рейгана та Буша у додаток до серії «100 Клінтонів» та кількох інших портретів. Його роботи часто включають фотографії знаменитостей, політиків, спортсменів і спортивних заходів, предметів попкультури.
Один з літаків Boeing 777-200ER, що експлуатуються на Continental Airlines носить спеціальну розмальовку, розроблену Максом. Серед його робіт — художнє оформлення годинників компанії General Electric.

Плакати роботи майстра, дуже популярні серед молоді, зараз прикрашають стіни багатьох студентських гуртожитків США та інших країн світу.

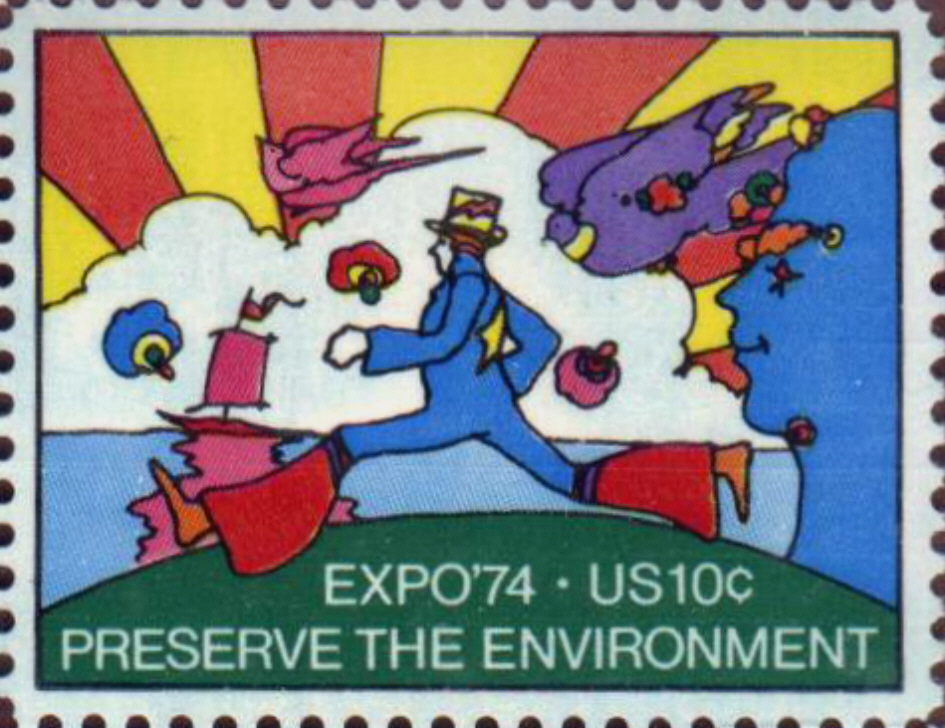
Поштова марка США на честь відкриття «Експо'74», роботи Пітера Макса
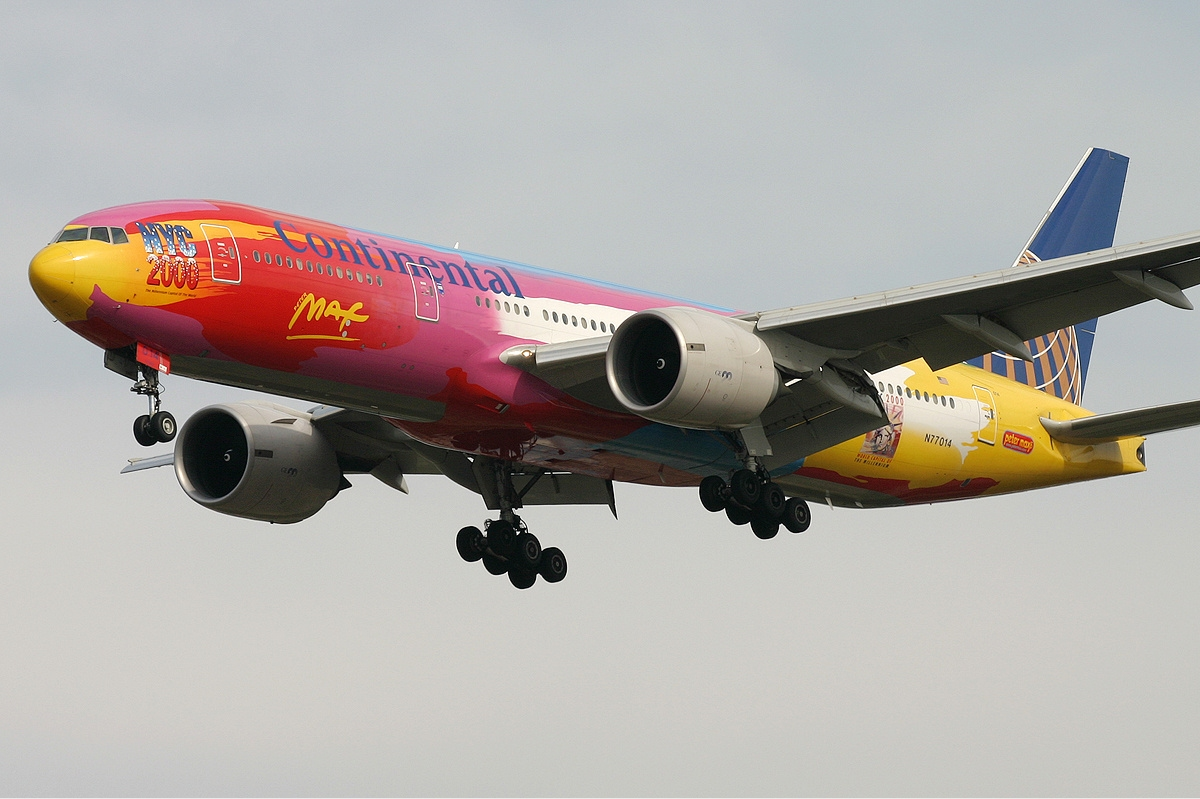
Boeing 777-200ER, розфарбований за проектом П. Макса
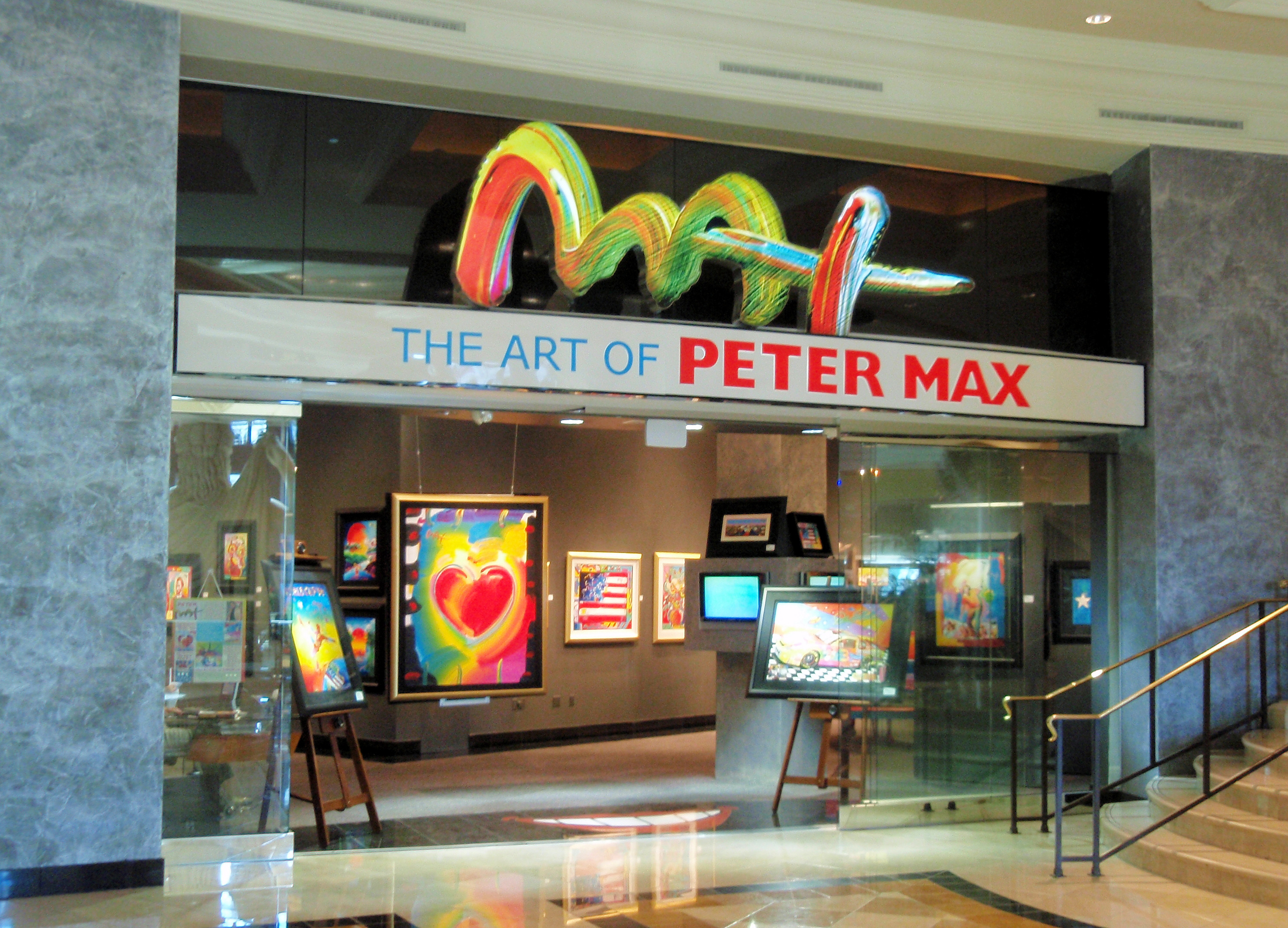